# Jean-Philippe Salabreuil
Jean-Philippe Salabreuil est un poète français né Jean-Pierre Steinbach le 25 mai 1940 à Neuilly-sur-Seine et mort le 27 février 1970 à Paris 4e. 

## Biographie
Après des études au Lycée Jean-Baptiste-Say et une licence en droit, il prépare une thèse de doctorat sur Les coutumes africaines, à la suite de laquelle il séjourne à plusieurs reprises en Afrique noire (de novembre 1965 à juin 1968), y occupant un poste de conseiller auprès du Ministre de l'Éducation congolais.
Son premier recueil, La Liberté des feuilles, est remarqué par Jean Paulhan et parait chez Gallimard en 1964, dans la collection « Le Chemin » dirigée par Georges Lambrichs. Il obtient les prix Félix Fénéon (sur manuscrit et grâce à Jean Paulhan) et Max Jacob. Dans sa poésie, caractérisée par une rythmique savante, la fluidité d'une musique volontiers élégiaque et de longues envolées lyriques, le « moi » semble disparaître et se confondre avec le cosmos : « Chercherai-je un sens, ou bien le sens me cherchera-t-il ? Et pourtant quelque chose s'efforce en moi. Il s'achemine un monde obscur vers un vrai livre où je mettrai mon nom. Je suis hanté de sources profondes. J'ai de grands travaux dans le silence. Il me reste à découvrir le premier mot. » Dans sa courte existence, il n'aura publié que trois recueils poétiques.
Il met fin à ses jours le 27 février 1970 à Paris, alors qu'il n'a que 29 ans.
Jean-Philippe Salabreuil figure dans de nombreux ouvrages littéraires et dictionnaires de Poésie français et étrangers[Lesquels ?].
Ces dernières années, de plus en plus de sites web[Lesquels ?] font référence à sa poésie.

## Œuvres
- La Liberté des feuilles, Paris, Gallimard, coll. « Le Chemin », 1964
- Juste retour d'abîme, Paris, Gallimard, « Le Chemin », 1965
- L'Inespéré, Paris, Gallimard, coll. « Le Chemin », 1969
- Outre ces trois recueils, quelques poèmes et des articles ont paru dans plusieurs revues, principalement dans La Nouvelle Revue française et les Cahiers du Chemin n° 9 (15 avril 1970).

Réédition posthume
- La Liberté des feuilles, présentation par Claude Michel Cluny, Paris, Éditions de la Différence, coll. « Orphée », 1990